# Cuverville (Eure)
Cuverville és un municipi francès situat al departament de l'Eure i a la regió de Normandia. L'any 2007 tenia 189 habitants.

## Demografia

### Població
El 2007 la població de fet de Cuverville era de 189 persones. Hi havia 66 famílies, de les quals 12 eren unipersonals (4 homes vivint sols i 8 dones vivint soles), 17 parelles sense fills, 29 parelles amb fills i 8 famílies monoparentals amb fills.
La població ha evolucionat segons el següent gràfic:
Habitants censats

### Habitatges
El 2007 hi havia 83 habitatges, 69 eren l'habitatge principal de la família, 12 eren segones residències i 2 estaven desocupats. Tots els 83 habitatges eren cases. Dels 69 habitatges principals, 56 estaven ocupats pels seus propietaris, 9 estaven llogats i ocupats pels llogaters i 4 estaven cedits a títol gratuït; 3 tenien dues cambres, 9 en tenien tres, 22 en tenien quatre i 35 en tenien cinc o més. 42 habitatges disposaven pel capbaix d'una plaça de pàrquing. A 21 habitatges hi havia un automòbil i a 43 n'hi havia dos o més.

### Piràmide de població
La piràmide de població per edats i sexe el 2009 era:
| Homes | Edats   | Dones |
| ----- | ------- | ----- |
| 0     | 95 o +  | 0     |
| 0     | 90 a 94 | 0     |
| 0     | 85 a 89 | 0     |
| 0     | 80 a 84 | 0     |
| 0     | 75 a 79 | 4     |
| 0     | 70 a 74 | 4     |
| 4     | 65 a 69 | 8     |
| 8     | 60 a 64 | 0     |
| 0     | 55 a 59 | 4     |
| 8     | 50 a 54 | 4     |
| 16    | 45 a 49 | 4     |
| 12    | 40 a 44 | 12    |
| 8     | 35 a 39 | 4     |
| 0     | 30 a 34 | 4     |
| 8     | 25 a 29 | 0     |
| 0     | 20 a 24 | 4     |
| 20    | 15 a 19 | 0     |
| 12    | 10 a 14 | 12    |
| 4     | 5 a 9   | 8     |
| 4     | 0 a 4   | 0     |

## Economia
El 2007 la població en edat de treballar era de 129 persones, 106 eren actives i 23 eren inactives. De les 106 persones actives 93 estaven ocupades (51 homes i 42 dones) i 12 estaven aturades (5 homes i 7 dones). De les 23 persones inactives 7 estaven jubilades, 5 estaven estudiant i 11 estaven classificades com a «altres inactius».

### Ingressos
El 2009 a Cuverville hi havia 75 unitats fiscals que integraven 205 persones, la mediana anual d'ingressos fiscals per persona era de 17.474 €.

### Activitats econòmiques
L'any 2000 a Cuverville hi havia 8 explotacions agrícoles que ocupaven un total de 342 hectàrees.

## Poblacions més properes
El següent diagrama mostra les poblacions més properes.